# Ptychogastria polaris
Ptychogastria polaris är en nässeldjursart som beskrevs av George James Allman 1878. Ptychogastria polaris ingår i släktet Ptychogastria och familjen Ptychogastriidae. Arten har ej påträffats i Sverige. Inga underarter finns listade i Catalogue of Life.